# その後の仁義なき戦い
「その後の仁義なき戦い」（そのごのじんぎなきたたかい）は、1979年5月26日に公開された日本映画。東映京都撮影所製作、東映配給。監督は工藤栄一。主演は根津甚八。音楽は柳ジョージ&レイニーウッド。　

## 概要
「仁義なき戦いシリーズ」最終編。東映自身が「仁義なき戦いシリーズの番外編的な位置付け」と紹介しているが、当初は「新仁義なき戦い」シリーズの一作として製作を予定した映画だった。しかし間が空いたことで『仁義なき戦い』とはかけ離れた内容になった。これは脚本の松田寛夫と神波史男が「仁義なき戦いシリーズ」枠から離れようとしたことと、『まむしの兄弟 二人合わせて30犯』以来五年ぶりの監督作品だった工藤栄一も『仁義なき戦い』から離れようと意図的なキャスティングや演出を行ったためである。
新旧の世代交代に伴う暴力団の内部抗争に翻弄される若者の友情と裏切りに焦点を当てている。

## 出演＜クレジット順＞
- 相羽年男：根津甚八
- 根岸明子：原田美枝子
- 根岸昇治：宇崎竜童
- 水沼啓一：松崎しげる
- 和田元司：ガッツ石松
- 年男の母：絵沢萠子
- 池永誠三：花紀京
- 伊佐国男：岩尾正隆
- 大場建：片桐竜次
- 大場登：立川光貴
- 前田刑事：有川正治
- 藤岡伸子：橘麻紀
- 尾沢刑事：宮内洋
- 金井刑事：秋山勝俊
- 若い衆Ａ：友金敏雄
- 客Ｂ：大木正司
- 江口守弘：広瀬義宣
- 刑事：蓑和田良太
- 客Ａ：阿波地大輔
- 山崎新一郎：鈴木康弘
- 下田正明：笹木俊志
- 金光元：福本清三
- 年男の母の情夫：白井滋郎
- 医者：山田良樹
- 石田伝一：小峰隆司
- 谷敏明：司裕介
- 古川保：勝野賢三
- 柿沼真治：志茂山高也
- 士居勝利：大矢敬典
- 若い衆イ：細川純一
- 若い衆ロ：池田謙治
- マネージャー：峰蘭太郎
- 客：宮城幸生
- 鮫島茂男：疋田泰盛
- 大場淳：松林龍蔵
- 若い衆Ｂ：山部薫
- 若い衆Ｃ：佐野浩二
- 若い衆ハ：小谷浩三
- 中学時代の年男：吉岡靖彦
- 若者Ｅ：小坂和之
- 若者Ｄ：奔田陵
- 老婆：岡嶋艶子
- 竜野芳子：星野美恵子
- 中年の女：丸平峯子
- 看護婦：桂登志子
- 女Ｂ：美松艶子
- 女Ａ：富永佳代子
- 飲み屋の店主の妻：佐名手ひさ子
- 松永松恵：森愛
- 女Ｃ：西田治子
- 若い娘：谷岡さとみ
- 津川の女：榊淳
- 釜本の情婦：石田久美
- 老人：石原須磨男
- 和田のじいさん：村居京之輔
- 竜野忠：小松方正
- 木暮吉光：林彰太郎
- 小西則夫：曽根晴美
- 花村秀夫：藤村富美男
- 石黒光喜：佐々木孝丸
- グループサウンズ：ダウン・タウン・ブギウギ・バンド
- クラブの歌手：バーブ佐竹
- 拳銃の密売人：泉谷しげる
- 藤岡英信：小池朝雄
- 津川武志：成田三樹夫
- 浅倉広吉：金子信雄
- 高木進吾：山﨑努
- 池永里子：松尾嘉代
- 釜本博：山城新伍
- 飲み屋の客：萩原健一（友情出演）
- 池永安春：松方弘樹

## スタッフ
- 監督：工藤栄一
- 原作：飯干晃一
- 企画：日下部吾朗
- 脚本：神波史男、松田定夫
- 音楽：柳ジョージ&レイニーウッド
- 撮影：中島徹
- 録音：溝口正義
- 照明：海地栄
- 編集：市田勇
- 助監督：鈴木秀雄、平野勝司、長岡鉦司
- スチール：中山健司

## 製作

### 企画
企画は岡田茂東映社長。1976年末の映画誌のインタビューで「（1977年）秋に『その後の仁義なき戦い』をやろうと思っている」と話しており、タイトルも最初から決めていた。「新仁義なき戦いシリーズ」の最終作、『新仁義なき戦い 組長最後の日』の公開は1976年4月のため、当初は「新仁義なき戦いシリーズ」の流れで『その後の仁義なき戦い』を製作する予定だった。監督もそれまでと同様、深作欣二で製作を予定し、当初の設定も広島県福山市で、ある程度シリーズを踏襲する内容であったが、深作がスター監督になり、予定大作が増え、企画が一旦流れた。数年後、工藤栄一監督を迎えて復活が決まりこの年製作された。

### 監督
五年映画を撮っていなかった工藤栄一監督の信奉者が、東映に工藤監督に映画を撮らせろと突き上げ、東映がGOサインを出した。工藤復活のアドバルーンを上げるため、当時ぴあと並んで若者必携の情報誌『シティロード』の主催で、1979年4月21日から一週間、五反田東映で「帰って来た映像の刺客!!工藤栄一監督名作上映会」が催されるなど気運を盛り上げた。当時の大宣伝作戦による"大作主義"で、自ら首を絞め、アップアップの邦画界にあって、東映としても"映像の刺客"工藤栄一に沈滞ムードを打ち破る切っ掛けを期待した。工藤は「深作さんは深作さん。私は私です。かつての『仁義なき戦い』とは全く違ったダイナミックな青春ヤクザ映画に仕上げて見せます」と決意を述べた。また「『仁義なき戦い』というタイトルでずっとやってきたから、タイトルは仕方ないが、『仁義なき戦いシリーズ』に出ている俳優さんはなるべく使わないようにしたい」という条件を出した。普通の人間でヤクザの精神を持った奴の話なんで、手慣れたヤクザものをやりたくないという思いがあった。

### キャスティング
このためキャスティングは東映ヤクザ映画をあまり経験したことのない人でやろうと決まり、メインキャストは、それまでヤクザ映画に出たことのない役者が揃った。但し小池朝雄と成田三樹夫は工藤の希望。それ以外の松方弘樹らベテラン俳優は東映サイドのキャスティング。工藤が「若い人に見てもらいたい。そのためにも芸の完成した人でなく、中には"君は俳優に向いてないよ"」という人をキャスティングした。根津甚八、宇崎竜童を選んだのは工藤。根津は状況劇場を退団後の初仕事。本格的映画は『玄海灘』についで二本目。撮影半ばのインタビューで、根津は「舞台はハッキリ言ってやる気はない。当分は映画に専念するつもりだ。最近、自分でも映画向きかなと思ったりするしね。映画はさまざまなアングルを使い、いろんな冒険ができる。その部分に惹かれているんだ」「状況劇場退団の話はしたくない。映画を見てもらい、あ、根津はこういうのをやりたかったのかと理解してもらうしかない。いい作品で大きな監督とやれるのは幸せだ」などと映画の虜になったと話した。工藤は「根津はこれまでの役者とは違うね。勘がいいし発想が面白い。これからはいい映画に出て、いい思いをして欲しい。あと二週間、ボクもいじめるよ」などとエールを送った。宇崎竜童は、大学時代に阿木燿子と渋谷東映か新宿東映で、東映ヤクザ映画の99パーセントは観たという東映映画の大ファン。宇崎は『曽根崎心中』の演技を東映から評価され、1978年晩秋に出演オファーされた。重要な役どころと聞かされ異存があるわけなく、衣装合わせで東映京都撮影所（以下、東映京都）に初めて行ったら、そこに宇崎をスカウトした松崎しげるがいてバツが悪かったという。泉谷しげるは『仁義なき戦い』と工藤監督の大ファンで、自ら工藤に「出してくれ」と売り込みに来たもの。萩原健一もクランクイン後に、工藤に「出してくれ！」と押しかけ、「お前の役はない」と言っているのにしつこいので、工藤が急遽シナリオを書き直して萩原の役を作った。松崎しげるの出演経緯は分からないが、その後松崎が役者づく切っ掛けになった作品である。

### 脚本
原作クレジットの飯干晃一はチンピラ三人という設定のみ出した。ほぼ松田寛夫と神波史男のオリジナル脚本。ローカルの血縁・地縁で固まっている小さな組の話で、その中にいる若い奴の戦い方が話の軸だった。
シナリオ作りに難航し、松田が切り口を見つけて一人で第一稿を書き、神波は補佐役だった。これは最終的にやくざにもなりきれず、やくざからもドロップアウトして、暴発暴走して犯罪者になる三人の若者の生きざま死にざまを追いかける同じ神波脚本の『総長の首』にも共通するテーマがあった。『総長の首』の脚本は中島貞夫との共作だが、ほぼ同時進行した。
しかし会社の事情で一度製作中止になった。それから一年ぐらいして企画が復活した。その時は松田が『宇宙からのメッセージ』に入ることになって忙しくなったので、神波が松田の了解を得て、1979年の正月から松田脚本（第一稿）の直しを始めて、方言指導は大津一郎に頼み、会社からの要請などゴタゴタと小直しを撮影に入ってからも続け、脚本を完成させこれを最終稿とした。封切り間際に『シナリオ』が「脚本を掲載したい」と言って来たため、松田に了解を取らずに自身が手直しした最終稿を載せた。すると松田が怒って一時絶交状態になった。
神波は本作封切前のインタビューで「『仁義なき戦い』はもうとっくに終わってるんですよね、あの話は。笠原和夫さんのところでね。だから今度は骨までしゃぶる感じですよ。その題名もね、やめてくれっていっても、会社側は『仁義なき戦い』って付いたら絶対赤字にはならんというわけでしょうね。まあ、宣伝用のワク内にとどまらないようにライターとしてはいろいろ話を仕掛けたつもりですけどね。あとは監督さんにおまかせです」などと述べている。

### 撮影
東映がこの年春に満を持して送り出した『総長の首』が意外に不入りで、撮影当時、一部マスコミが「最後のヤクザ映画かも」と報じた。原田美枝子が当時根津甚八に入れ込み、原田が貯金を全部はたいてプロデュースし映画化に奔走していた『海に降る雪』にも最初に根津に出演交渉に行く程で、本作でも濡れ場の相手に自ら根津を希望。撮影はかつて遊廓として知られた京都中書島の遊覧船を借り切り、夜中の3時から5時間かけて激しい濡れ場の撮影が行われた。原田はノリにノッていたという。
宇崎が根津と親しくなったのは本作での共演が切っ掛け。根津の撮了の前の晩に、京都のストリップDX東寺に行った。男同士の演しもの黒黒ショーにはビックリして慌てて店を出たという。宇崎が演技が楽しくなって役者付いたのは本作に出演してからと話している。
萩原健一がワンシーンのみ客演で出演。セットに入り集中する萩原に照明助手がサインを求めると萩原が色紙を払いのけ、「貴様！スタッフなら解るだろう！俺がいま、どういう状況にいるか!」と一喝した。

### ロケ
福岡県北九州市ロケが2日。1979年5月後半、滋賀県大津市瀬田川河畔ロケ。残りは京都で一ヵ月撮影。東映京都での撮影は1978年末。

## 作品の評価

### 興行成績
1979年3月公開の『総長の首』と本作は「仁義なき戦い五部作」と比べると半分程度の興行成績。

## 同時上映
『俺達に墓はない』
- 脚本：田中陽造 / 監督：澤田幸弘 / 主演：松田優作

## ビデオ
| 発売日         | タイトル             | 規格    | 品番       |
| -------------- | -------------------- | ------- | ---------- |
| 1997年02月21日 | その後の仁義なき戦い | LD      | LSTD-01344 |
| 2005年07月21日 | その後の仁義なき戦い | DVD     | DSTD-02462 |
| 2015年05月13日 | その後の仁義なき戦い | Blu-ray | BSTD-02462 |

※DVDは2014年7月11日に「東映 ザ・定番」という継続的な廉価版として再発売されている。Blu-rayは2018年5月9日に廉価版として再発売されている。